# Neohinduismo

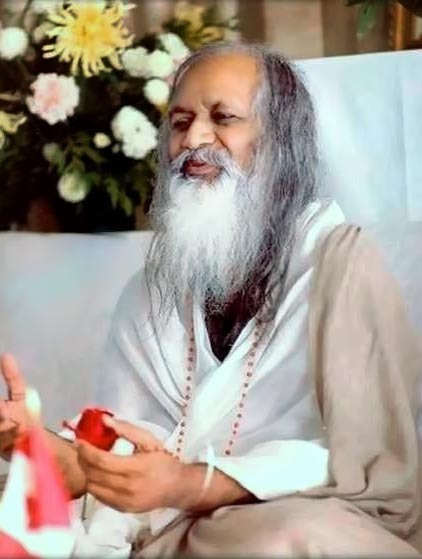
Majarishi Majesh Yogui (en 1987).

Neohinduismo, también llamado neovedanta, modernismo hindú, hinduismo global y universalismo hindú es un término que se suele utilizar para referirse a las formas de hinduismo surgidas después del siglo XIX. El término neo-vedanta fue acuñado por el indólogo alemán Paul Hacker de forma peyorativa para distinguirlo del tradicional Advaita vedanta. Según diversos académicos el neohinduismo incorpora ideas occidentales tras siglos de dominio musulmán y luego británico de la India. El autor indio Meera Nanda lo describe como «la marca del hinduismo enseñada por Maharishi Mahesh Yogi, Deepak Chopra y sus clones».

## Historia
Durante el período colonial británico, los británicos influyeron sustancialmente en la sociedad india, pero India también influyó en el mundo occidental. Uno de los primeros defensores del pensamiento inspirado en la India en Occidente fue Arthur Schopenhauer, quien en la década de 1850 defendió la ética basada en un «tema ario-védico de la autoconquista espiritual», en oposición al impulso ignorante hacia el utopismo terrenal de lo superficialmente terrenal del «Espíritu judío». Helena Blavatsky se mudó a la India en 1879, y su Sociedad Teosófica, fundada en Nueva York en 1875, se convirtió en una mezcla peculiar de ocultismo occidental y misticismo hindú durante los últimos años de su vida.
La presencia de Vivekananda en el Parlamento Mundial de Religiones en Chicago en 1893 tuvo un efecto duradero. Vivekananda fundó la Misión Ramakrishna, una organización religiosa misionera india que sigue activa en la actualidad.
Los elementos inspirados en el hinduismo en la Teosofía también fueron heredados por los movimientos derivados de la Ariosofía y la Antroposofía y, en última instancia, contribuyeron al renovado boom de la Nueva Era de las décadas de 1960 a 1980, el término Nueva Era en sí derivado de La Doctrina Secreta de Blavatsky en 1888.
A principios del siglo XX, los ocultistas occidentales influenciados por el hinduismo incluyen a Maximiani Portaz, una defensora del «paganismo ario», que se autodenominó Savitri Devi y Jakob Wilhelm Hauer, fundador del Movimiento de la Fe Alemana. Fue en este período, y hasta la década de 1920, cuando la esvástica se convirtió en un símbolo omnipresente de buena suerte en Occidente antes de que su asociación con el Partido Nazi se volviera dominante en la década de 1930. En 1920, Yogananda llegó a los Estados Unidos como delegado de la India en un Congreso Internacional de Liberales Religiosos que se celebraba en Boston; el mismo año fundó la Self-Realization Fellowship (SRF) para difundir en todo el mundo sus enseñanzas sobre las prácticas y la filosofía antiguas de la India del Yoga y su tradición de meditación. En desarrollos no relacionados, durante el mismo tiempo, Jiddu Krishnamurti, un brahmán del sur de la India, fue promovido como el "vehículo" de la entidad mesiánica Maitreya, el llamado Maestro del Mundo, por la Sociedad Teosófica.
Otro maestro hindú temprano recibido en Occidente fue Sri Aurobindo (m. 1950), quien tuvo una influencia considerable en el esoterismo occidental "integral", el tradicionalismo ("perennialismo") o la espiritualidad en la tradición de René Guénon, Julius Evola, Rudolf Steiner, etc. .
Durante la contracultura de 1960 a 1970, Sathya Sai Baba (Organización Sathya Sai), AC Bhaktivedanta Swami Prabhupada (ISKCON o "Hare Krishna"), Guru Maharaj Ji (Misión de la Luz Divina) y Maharishi Mahesh Yogi (movimiento de Meditación Trascendental) atrajeron a seguidores occidentales notables, fundadores de movimientos religiosos o cuasirreligiosos que permanecen activos hasta la actualidad. Este grupo de movimientos fundados por personas carismáticas con un corpus de escritos esotéricos, predominantemente en inglés, está clasificado como religiones fundadoras, proselitistas o "guru-ismo" por Michaels (1998).
El Hatha Yoga fue popularizado a partir de la década de 1960 por B.K.S. Iyengar, K. Pattabhi Jois y otros. Sin embargo, la práctica occidental del yoga se ha separado en su mayoría de su contexto religioso o místico y se practica predominantemente como ejercicio o como medicina alternativa.
Desde la década de 1980, Mata Amritanandamayi y Mother Meera (la "Madre Divina", que se identifica a sí misma como avatar de Shakti) han estado activas en Occidente.